# SLC Agrícola
SLC Agrícola (B3: SLCE3), é uma empresa produtora de commodities agrícolas fundada em 1977, com foco na produção de soja, algodão e milho, além de trabalhar com criação de gado, fazendo a integração lavoura-pecuária. Também é detentora da marca SLC Sementes, que produz e comercializa sementes de soja e algodão. Foi uma das primeiras empresas do setor a ter ações negociadas em Bolsa de Valores no mundo, tornando-se uma referência no seu segmento. Com matriz em Porto Alegre (RS), possui 23 unidades de produção estrategicamente localizadas em sete estados brasileiros (Goiás, Mato Grosso, Maranhão, Mato Grosso do Sul, Bahia, Piauí e Minas Gerais).
A SLC Agrícola desenvolveu, ao longo de mais de quarenta anos de história, um modelo de negócios baseado na eficiência operacional e na alta escala de produção. Na safra 2021/2022, a produção totalizou a produção totalizou 672,4 mil hectares plantados.

## História
A SLC Agrícola faz parte do Grupo SLC, que foi fundado em 1945, na cidade de Horizontina (RS), por três famílias de imigrantes alemães. O Grupo SLC criou a primeira indústria nacional de colheitadeiras automotrizes de grãos no Brasil. Em 1977, no dia 3 de junho, a SLC Agrícola iniciou suas atividades em Horizontina sob o nome "Agropecuária Schneider Logemann" com a compra da Fazenda Paineira no município de Coronel Bicaco (RS), voltada ao cultivo de soja e trigo.
Em 1979, o Grupo SLC estabeleceu uma joint venture com a empresa de maquinário agrícola, John Deere.
Em 1980, a SLC Agrícola decidiu aproveitar o potencial agrícola do Centro-Oeste, com a aquisição da Fazenda Pamplona no estado de Goiás. Atualmente, todas as fazendas da empresa estão localizadas no Cerrado.
Em 2007, a SLC Agrícola faz abertura de capital começando a negociar suas ações na então Bovespa.
Em 2013, conclui mais uma joint venture com as empresas Dois Vales e Mitsui do Japão.
Em 2021, ocorre a incorporação da empresa Terra Santa, localizada em Mato Grosso por R$ 753 milhões. O negócio acrescentou seis fazendas às unidades da SLC Agrícola e ampliou sua capacidade de produção em mais 145 mil hectares.